# Cristóbal de Acuña
Cristóbal d'Acuña (Burgos, 1597 - Llima, 1675) va ser un missioner jesuïta castellà i cronista d'Índies, autor d'un famós relat sobre l'exploració del riu Amazones.
Va entrar a la Companyia de Jesús al març de 1613. En 1622 va ser destinat a Paraguai on va arribar amb 22 missioners més. Des de 1625 se'l troba a Xile entre els maputxes i al Perú on va fundar l'escola de Cuenca. Va fer els seus últims vots en 1634 a Santiago de Xile.
En 1639 va formar part de l'expedició de Pedro Teixeira, qui explorava per segona vegada la conca de l'Amazones amb l'objectiu de cartografiar el territori i avaluar les seves riqueses. El viatge va durar des del 16 de febrer fins al 12 de desembre quan van arribar a Pará. De tornada a Espanya, Acuña va presentar al rei Felipe IV la seva obra Nou descobriment del Gran Riu de les Amazones en la qual aconsella la conquesta i evangelització d'aquesta zona. La seva minuciosa crònica de l'expedició, una de les més importants i completes sobre l'Amazones, es va publicar a Madrid en 1641 i posteriorment va ser traduïda al francès (1682) i a l'anglès (1698, traduïda de la versió francesa i no de l'original espanyola). L'edició francesa va ser la primera a incloure mapes basats en les descripcions d'Acuña.
Acuña va visitar Roma com a procurador dels jesuïtes i posteriorment, de tornada a Espanya, va ser nomenat qualificador de la Inquisició. Finalment, va tornar a les Índies occidentals i es va establir a Lima, on va morir.